# Algérie Télécom Satellite
 (février 2024).
 Algérie Télécom Satellite (ATS) (en arabe : اتصالات الجزائر الفضائية) est une entreprise publique économique algérienne, qui à pour son objectif de développer les télécommunications par satellite en Algérie.

## Historique
Algérie Télécom Satellite est créée le 26 juillet 2006 sous forme de filiale d’Algérie Télécom, lesquelles sont devenues toutes les deux filiales du Groupe Telecom Algérie en 2017.

## Technologies
Algérie Télécom Satellite possède deux licences en VSAT (Very Small Aperture Terminal) et GMPCS (Global Mobil Personal Communication System) ainsi qu'une autorisation d'exploitation de Géolocalisation, s'ajoute à cela un récent partenariat avec Inmarsat, qui est un fournisseur de services de télécommunications mobile par satellite.

## Couverture Satellitaire
ATS exploite dew satellites pour assurer une couverture à savoir:
- Eutelsat: pour une couverture du territoire national;
- Arabsat: pour une couverture des pays arabes;
- Intelsat et Newskies: pour une couverture mondiale;
- Inmarsat: pour une couverture mondiale destinée à la clientèle mobile.
- Thuraya: pour une couverture mondiale.

## Organisation
L’organisation d’Algérie Télécom Satellite comprend : 
- Une Direction Générale (Cyber Parc Sidi Abdallah) ;
- Cinq directions régionales (Alger, Oran, Ouargla, Bechar, Constantine)
- Trois deux antennes (Sétif, Annaba, Tamanrasset)[4];

## Les services
- RéseauxVsat ;
- Internet par satellite ;
- Téléphonie par Satellite / Gmpcs (THURAYA/INMARSAT/IRIDIUM°;
- Système De Géolocalisation Et Suivi De Flottes.
- Visioconférence ;
- Téléphonie Ip[5];

## Direction du groupe Télécom Algérie
- Mohamed Anouar Benabdelouhad (2017 à Avril 2019)[6]
- Yassine Sellahi  (d'avril 2019 à Avril 2025)[7].
- Toufik Hantabli (depuis Avril 2025).